# Похищение Персефоны

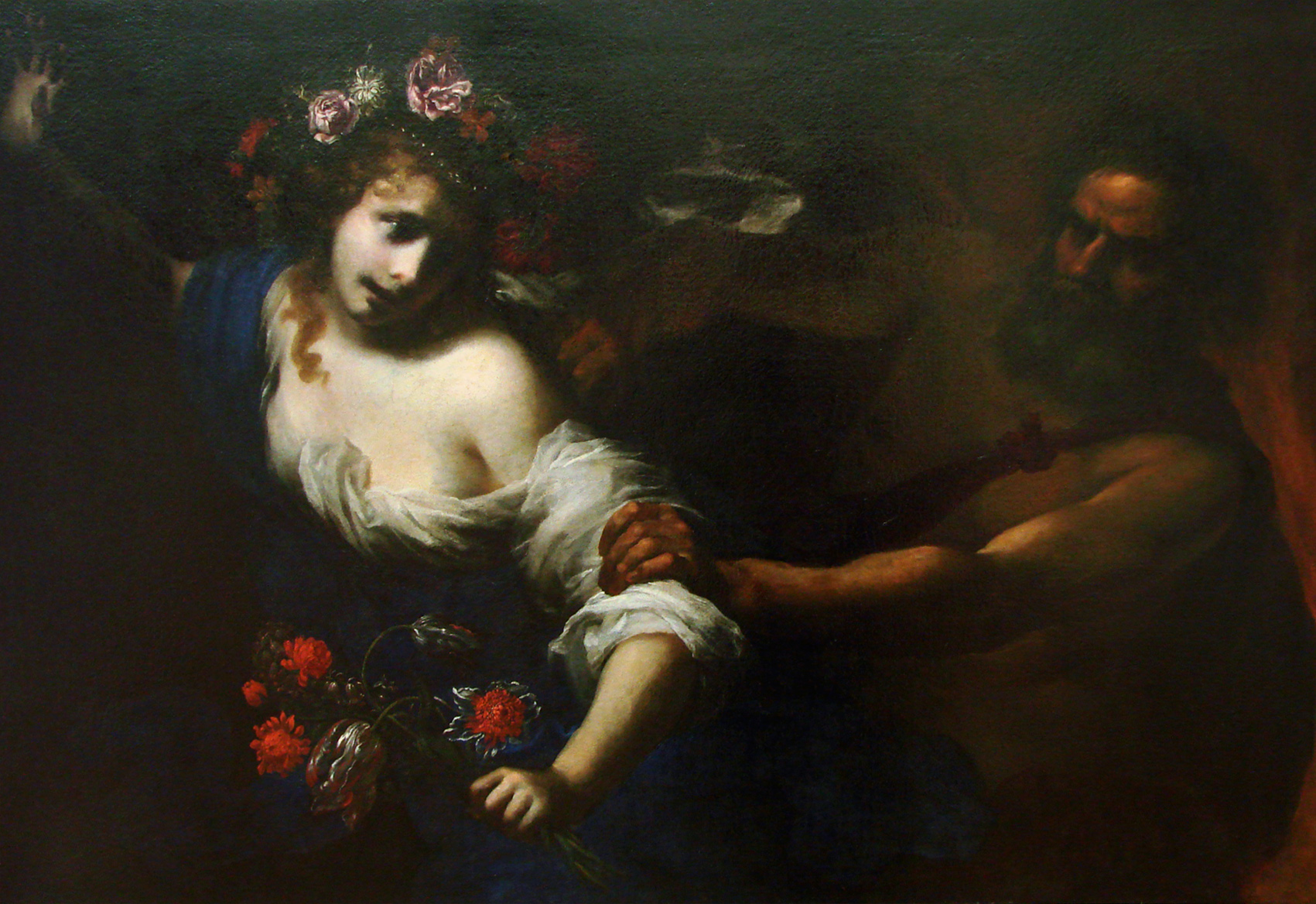
Похищение Персефоны (Симоне Пиньони, ок. 1650)

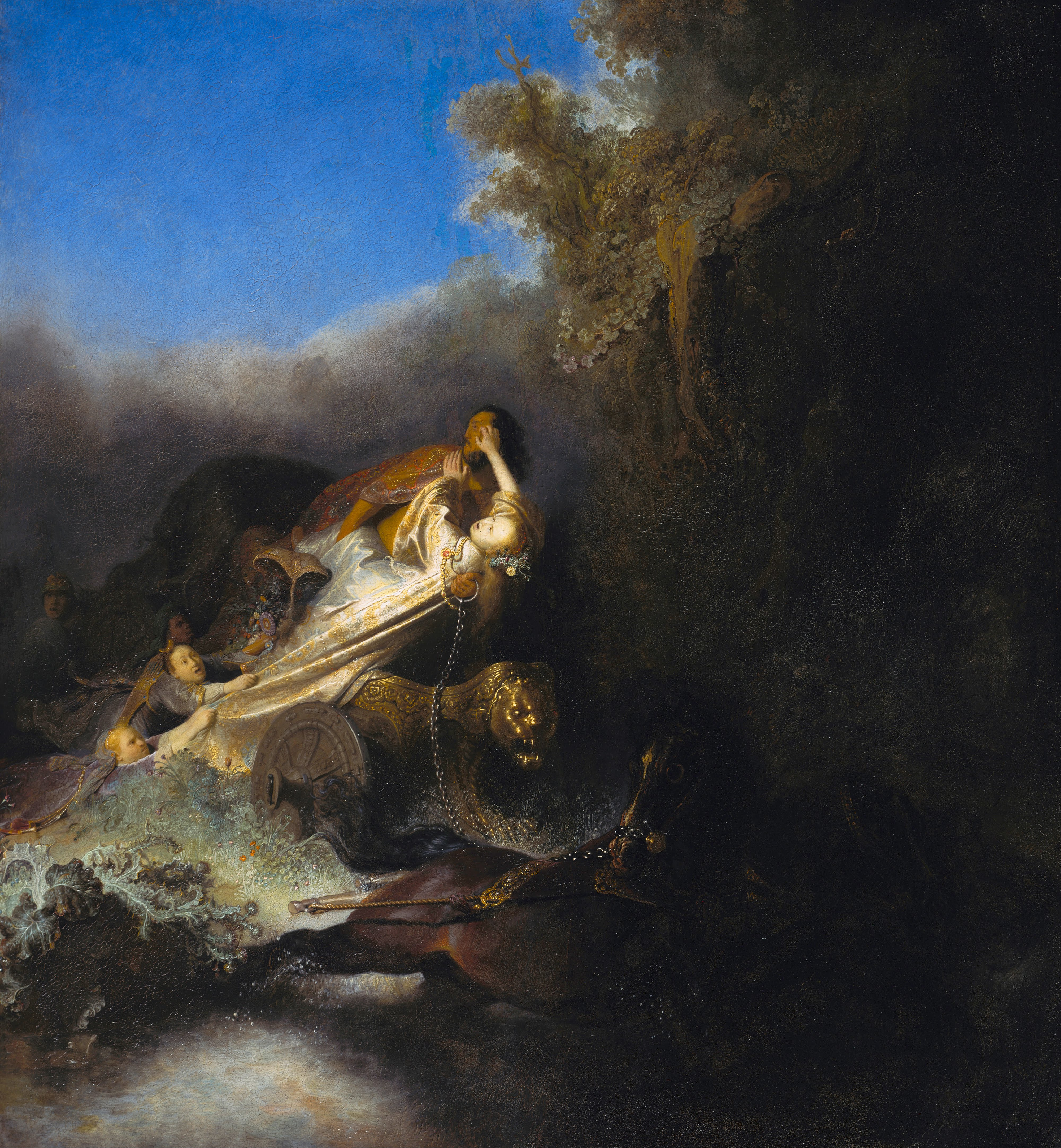
Похищение Персефоны (Рембрандт ван Рейн, 1631)

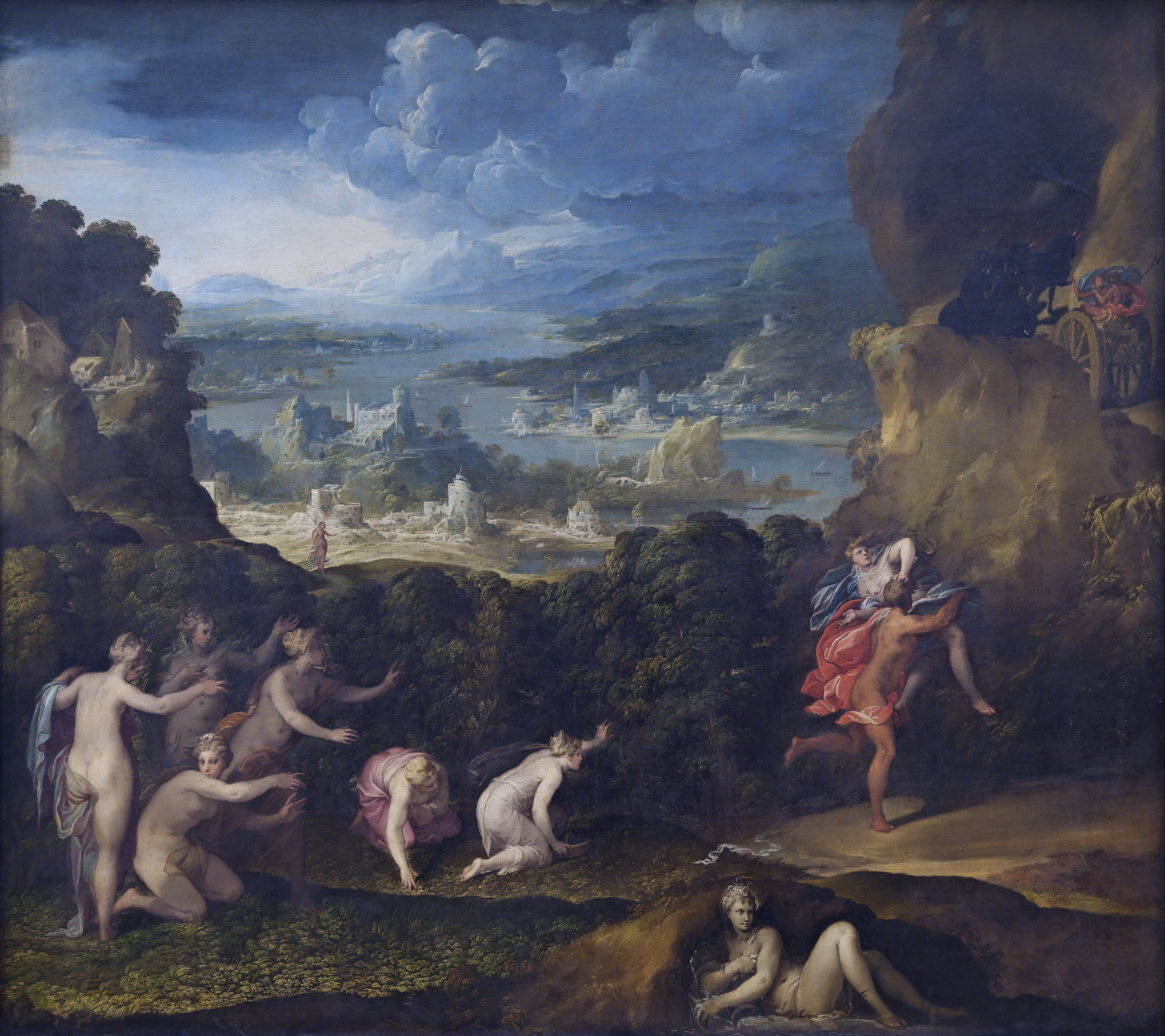
Похищение Прозерпины (Николо дель Аббате, XVI век)

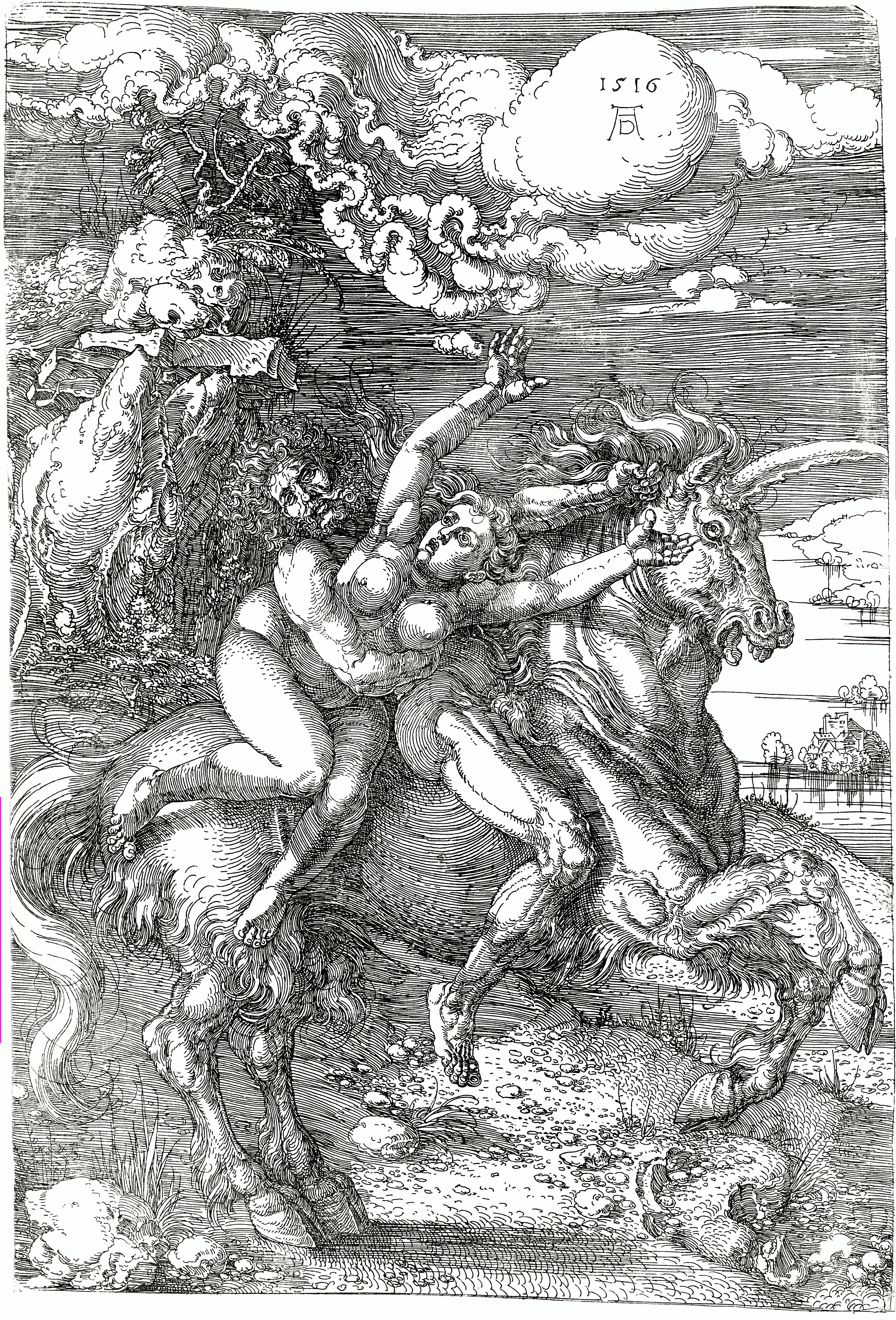
Похищение Прозерпины (Альбрехт Дюрер, офорт 1516 г.)

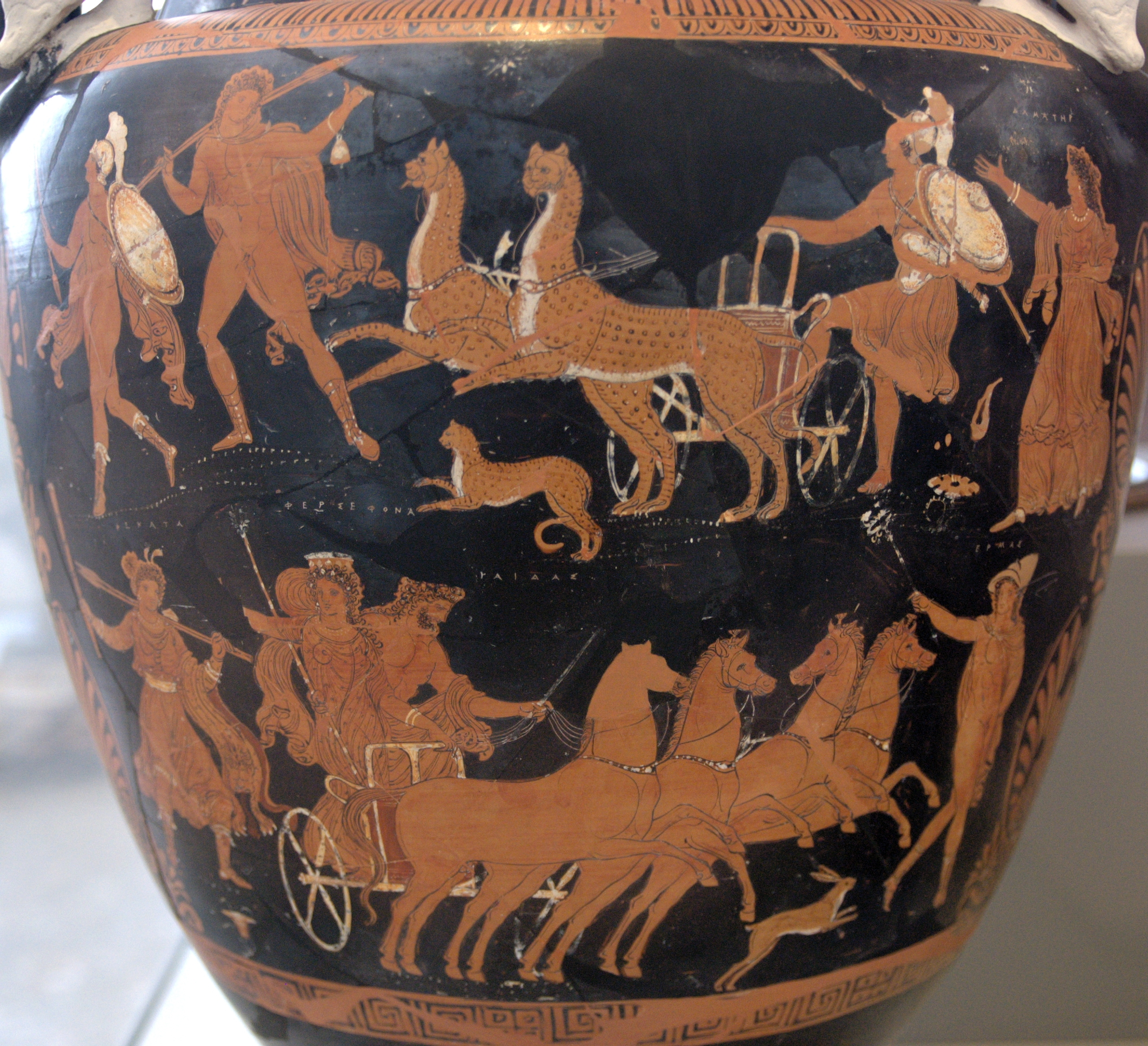
Похищение Персефоны. Аид и Персефона на Квадриге, справа Гермес (Берлинская коллекция антиквариата)

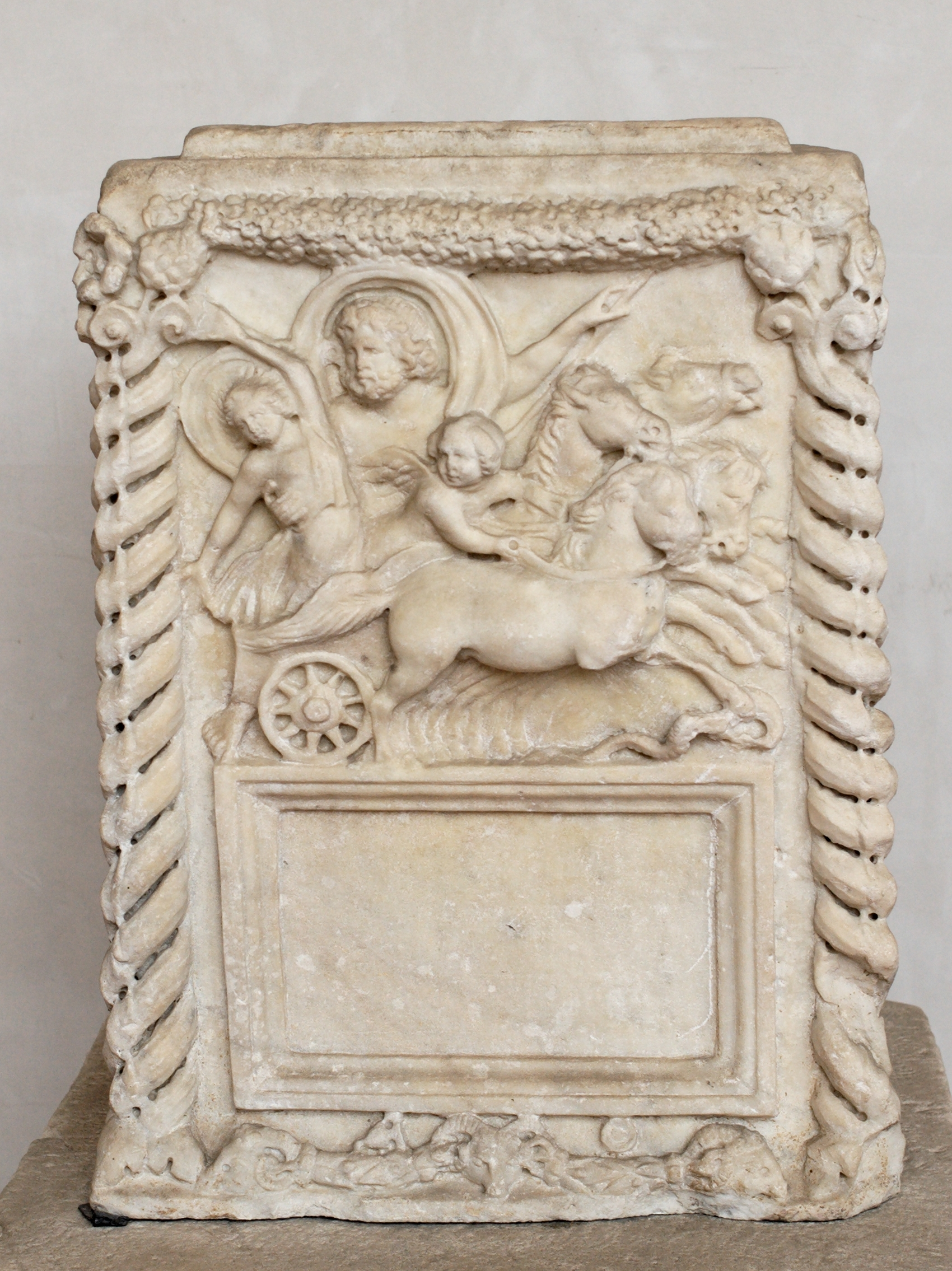
Похищение Прозерпины (алтарь римской гробницы, 2-й век)

Похищение Персефоны (в греческой мифологии), или Похищение Прозерпины (в римской мифологии) — миф о похищении Коры, дочери Деметры (лат. Церера), правителем подземного мира Аидом (лат. Плутон) и об отчаянных поисках похищенной её матерью. Согласно принятому в итоге решению Кора как Персефона, королева подземного царства, проводит в подземном мире лишь часть года. По одной из теорий этот миф иносказательно говорит о том, что природа приносит урожай только часть года.
Миф об похищении Персефоны существует в нескольких версиях. Он кратко упоминается уже в Теогонии (стих 914), написанной Гесиодом около 700 г. до н. э. Один из самых ранних текстов, хоровая песня в «Елене» Еврипида (412 г. до н. э.), называет матерью похищенной девушки Кибелу. В IV веке н. э. Клавдий Клавдиан написал «De raptu Proserpinae» (лат. «Похищение Прозерпины»), эпос в трёх книгах.
Самая древняя и наиболее полная из историй — гомеровский гимн 2 («Деметра»); наиболее значимая для последующей истории искусства — версия римского поэта Овидия.

### Гомеровский гимн
Аид, бог подземного мира и брат Зевса, влюбляется в Кору. Поэтому он просит Зевса отдать ему Кору в жёны. Зная, что Кора добровольно не пойдет жить в подземный мир без солнца, Зевс не соглашается, но и не отвергает его. Аид интерпретирует это как одобрение.

#### Похищение
В этот момент начинается гомеровский гимн. Он рисует идиллию, которая внезапно прерывается:
Вдали от Деметры, хозяйки урожая, которая режет золотым серпом, она играла и собирала цветы с дочерьми Океана, розами, крокусами и красивыми фиалками, ирисами, гиацинтами и нарциссами. Земля произвела нарцисса как прекрасную ловушку для красивой девушки после плана Зевса порадовать Аида, который приветствует всех. Это было чудесное зрелище для всех, для бессмертных богов и смертных людей, из их корней выросла сотня голов, источавших такой сладкий аромат, что весь широкий небосвод и вся земля смеялись и соленый прилив моря. Девушка была очарована и протянула обе руки, чтобы схватить великолепие. Но когда она это сделала, земля открылась, и правитель Аида, которого мы все встретим, вырвался со своими бессмертными лошадьми на равнину Ниса . Аид, сын Кроноса, у много которого имён . Она умоляла о пощаде, когда её тащили в золотую колесницу.

#### Поиски Деметры
Никто не слышал криков Коры, кроме Гелиоса, бога солнца, который никогда не позволяет себе игнорировать события на Земле, и Гекаты в её пещере. В конце концов, однако, мольбы Коры дошли до уха матери, которая немедленно отправилась искать дочь, но не смогла её найти. В течение девяти дней она бродила по земле, не употребляя ни амброзии, ни нектара, а девять ночей с факелом в руках искала след своей дочери. Наконец, на десятый день она встретила Гекату, которая также несла факел и рассказала ей о похищении, но не смогла назвать похитителя.
Затем Деметра и Геката с пылающими факелами в руках поднялись во дворец Гелиоса, который после их настойчивых просьб сообщил, что дочь Деметры украл Аид. Но она не должна слишком беспокоиться об этом, поскольку он бог, её брат и правитель трети мира.